# Weinbau in Albanien

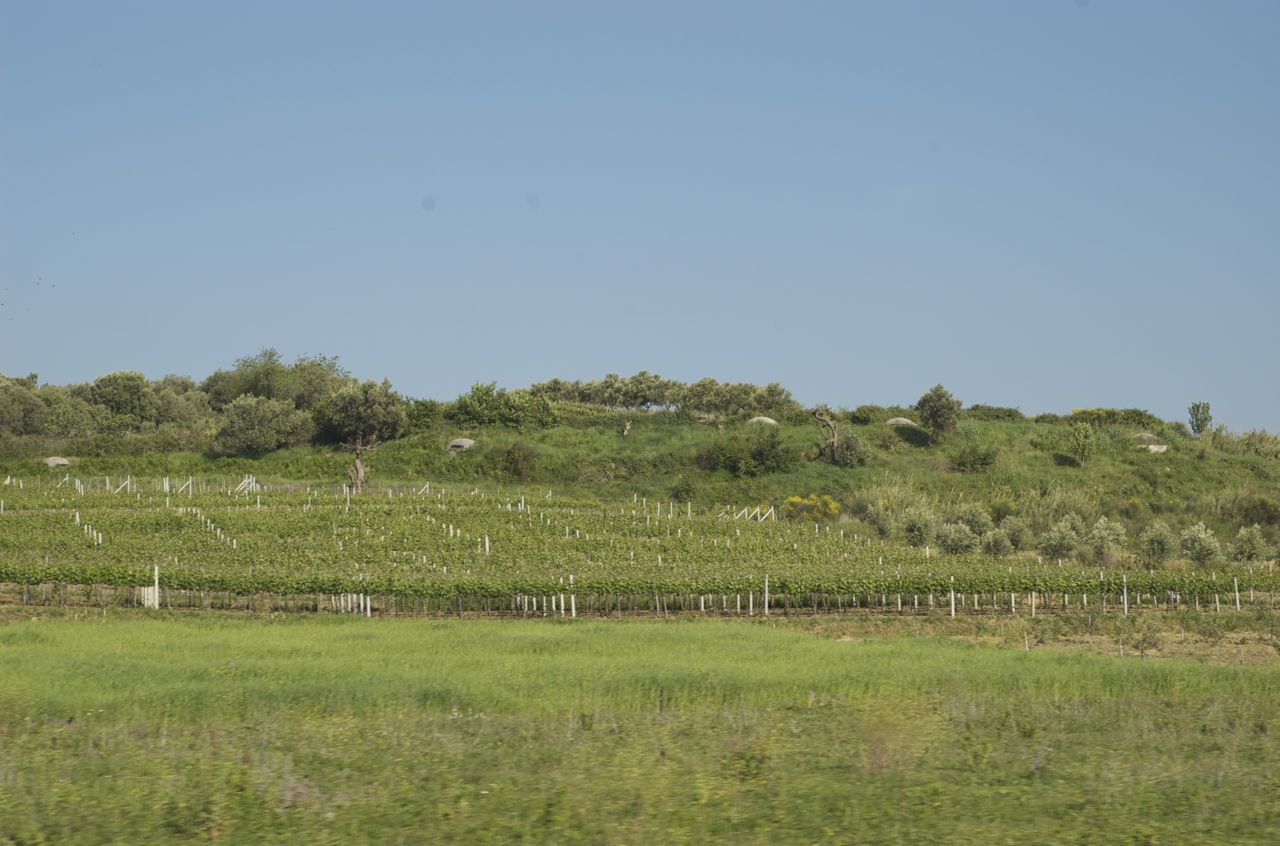
Rebberg und Bunker in Südalbanien

Der Weinbau in Albanien kann auf eine lange Geschichte zurückblicken, erlebt aber noch immer schwierige Zeiten. Die produzierten Mengen Wein sind mit einem Volumen von 17.000 Tonnen (2007) eher bescheiden. Ein Großteil der 105.000 Tonnen (2007) geernteten Weinbeeren werden unverarbeitet als Tafeltrauben verkauft oder zum albanischen Nationalschnapps Raki rrushi und anderen Nebenprodukten verarbeitet. Von maximal 20.000 Hektar bebauter Fläche zum Ende des Kommunismus Anfang der 1990er Jahre wurde 2006 höchstens 7000 bis 8000 Hektar noch genutzt; die Gesamtanbaufläche ist aber stark im Steigen.

## Geschichte

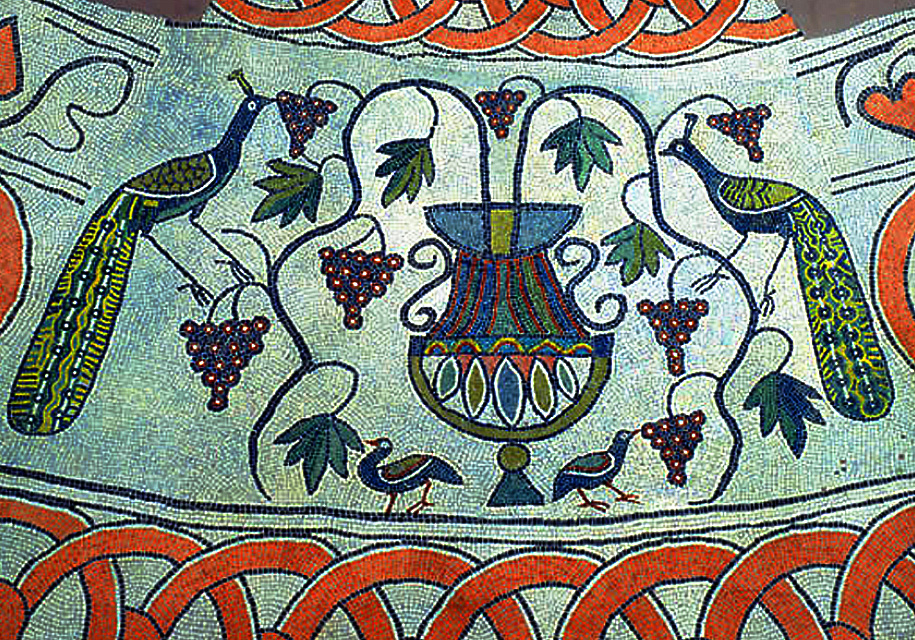
Mosaik im Baptisterium von Butrint (6. Jahrhundert)

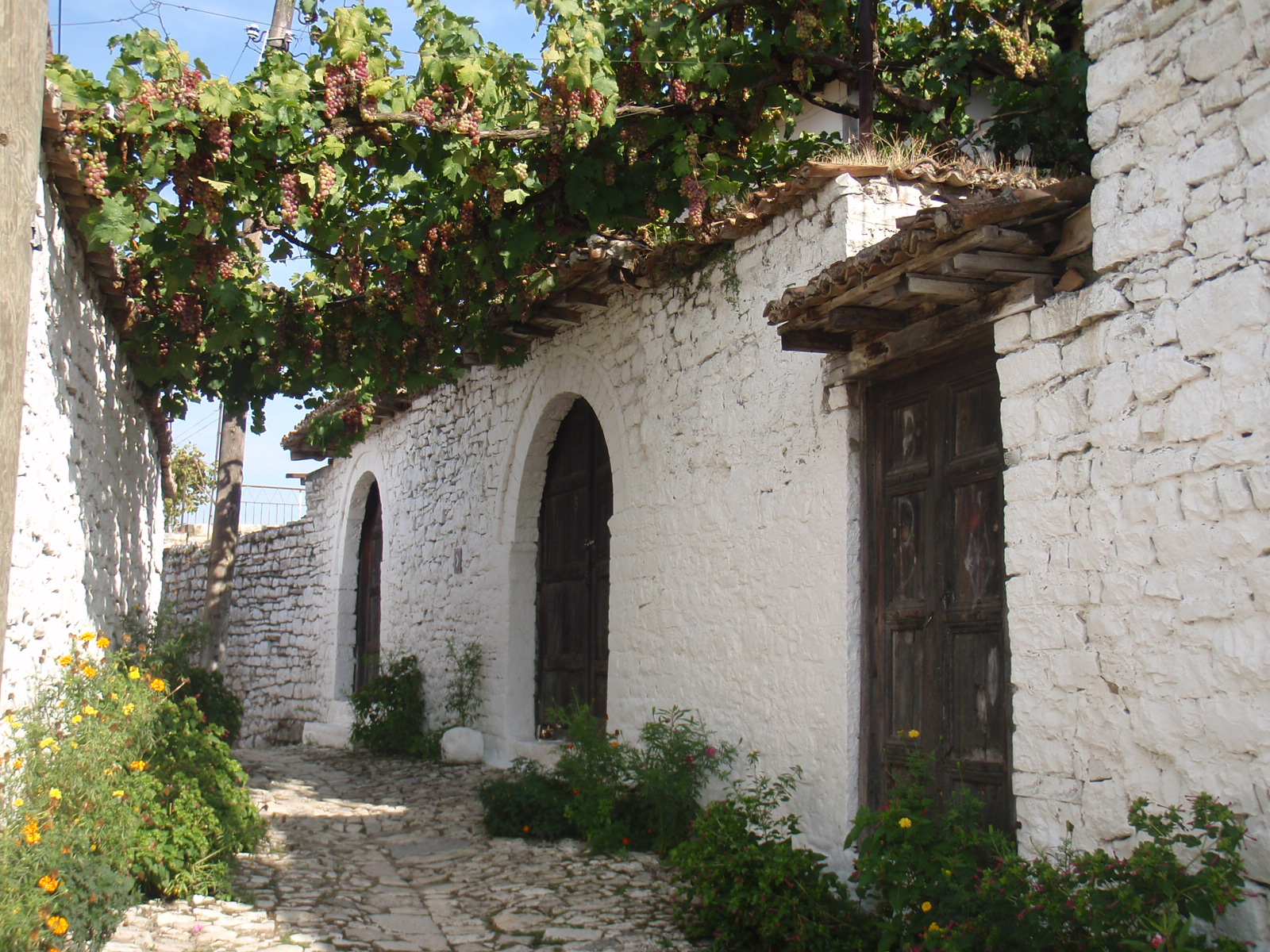
Weinstöcke über einer Gasse in Berat

Die Region des heutigen Albaniens dürfte eines der wenigen Rückzugsgebiete der Rebe während der Eiszeit gewesen sein. Schon in vorrömischer Zeit und vor der griechischen Kolonialisierung wurde hier Wein gekeltert: Die Illyrer produzierten während der Etruskisch-Illyrischen Vitikultur bereits im 8. Jahrhundert v. Chr. Wein unabhängig von den Nachbarvölkern. Die ältesten gefundenen Samen in der Region sind 4000 bis 6000 Jahre alt. Diverse historische Abbildungen – darunter solche aus dem 2. Jahrhundert v. Chr. und das Mosaik im Baptisterium von Butrint aus dem 6. Jahrhundert – zeugen von der gesellschaftlichen Bedeutung des Weins. Der Wein wurde primär im Inland konsumiert.
Osmanische Verzeichnisse aus dem 15. Jahrhundert unterscheiden bereits herkömmliche Weinberge, also gesonderte Weinbauanflächen, und Weinlauben oder Pergolen, in Gärten oder Baumplantagen gepflanzte, lange Einzelreben. In osmanischer Zeit erlebte der Weinbau einen Niedergang, konnte sich aber zumindest in einigen christlich dominierten Gebieten halten. Nach der Unabhängigkeit gewann der Weinbau rasch an Verbreitung, wurde aber 1933 durch die Reblaus gestoppt.
Ein deutlicher Aufschwung setzte erst wieder nach dem Zweiten Weltkrieg ein, bei dessen Ende Wein aber immer noch nur auf 2737 Hektar angebaut wurde. Insbesondere rund um Durrës wurde auf kommunistischen Staatsbetrieben, die in diesem Kreis einen Großteil der Nutzfläche einnahmen, Wein angebaut. Die landesweite Anbaufläche entsprach etwa derjenigen des Tabaks, lag aber deutlich unter derjenigen von Oliven und Obstbäumen. 40 Prozent der Produktion entstammte den Staatsbetrieben, die aber nur 20 Prozent der Anbaufläche einnahmen. Ein Großteil der Anbaufläche gehörte den dörflichen Genossenschaften. Mit mehr als 30 Prozent der Produktion entfällt ein guter Teil auf private Weinlauben.
 Der Wein wurde in dieser Zeit primär im Inland konsumiert. Der Export nahm mit der Zeit kontinuierlich von 61.000 Hektoliter im Jahr 1971 auf 22.000 Hektoliter im Jahr 1985 ab. Die Gründe sind vor allem in veralteten Produktionsbedingungen und unzureichendem technischen Material zu suchen, die den Transport erschwerten und die Qualität sinken ließen. Zunehmend war der Export von leicht zu transportierenden Rosinen (bis zu 3500 Tonnen im Jahr), während der Export von frischen Trauben marginal war. Sowohl bei den Rosinen wie auch beim Wein wurde nur selten das Herkunftsland Albanien richtig angegeben. Von 20.000 Hektar Reben wurden damals 70 % für die Herstellung von Wein genutzt., bis zu 450.000 Hektoliter pro Jahr. Zu den verbreitetsten Sorten gehörten auch ausländische wie Merlot, Kabernet, Pinot Noir, Sangiovese und Riesling; nebst Süßweinen wurden auch zwei Schaumweine produziert.
 Obwohl die Traubenproduktion in der albanischen Landwirtschaft eine wichtige Bedeutung einnahm, wurde sie von der Politik und den Behörden marginalisiert bis totgeschwiegen. Da Weinkonsum wenig vereinbar mit dem Zielbild einer kommunistischen Idealgesellschaft ist, wurde der Weinbau meist nur beiläufig am Rande erwähnt.
|                                               | 1950      | 1960      | 1970      | 1980      | 1990      | 2007      | 2009      | 2014    |
| --------------------------------------------- | --------- | --------- | --------- | --------- | --------- | --------- | --------- | ------- |
| Fläche Weingärten (ha)                        | 2430      | 8545      | 11020     | 16719     | 17621     | 9103      | 9806      |         |
| Fläche produktiver Weingärten (ha)            | 1200      | 2577      | 9944      | 10653     | 14058     | 7497      | 8532      |         |
| Anteil der produktiven an der gesamten Fläche | 49 %      | 30 %      | 90 %      | 64 %      | 80 %      | 82 %      | 87 %      |         |
| Bäume in Weinlauben                           | 2.222.000 | 5.082.000 | 5.997.000 | 4.466.000 | 6.063.000 | 5.520.000 | 5.503.000 |         |
| Produktive Bäume in Weinlauben                | 1.696.000 | 3.381.000 | 3.650.000 | 3.013.000 | 5.571.000 | 4.757.000 | 4.916.000 |         |
| Traubenproduktion (t)                         | 21.400    | 22.300    | 64.500    | 66.200    | 91.000    | 146.500   | 162.800   | 203.700 |

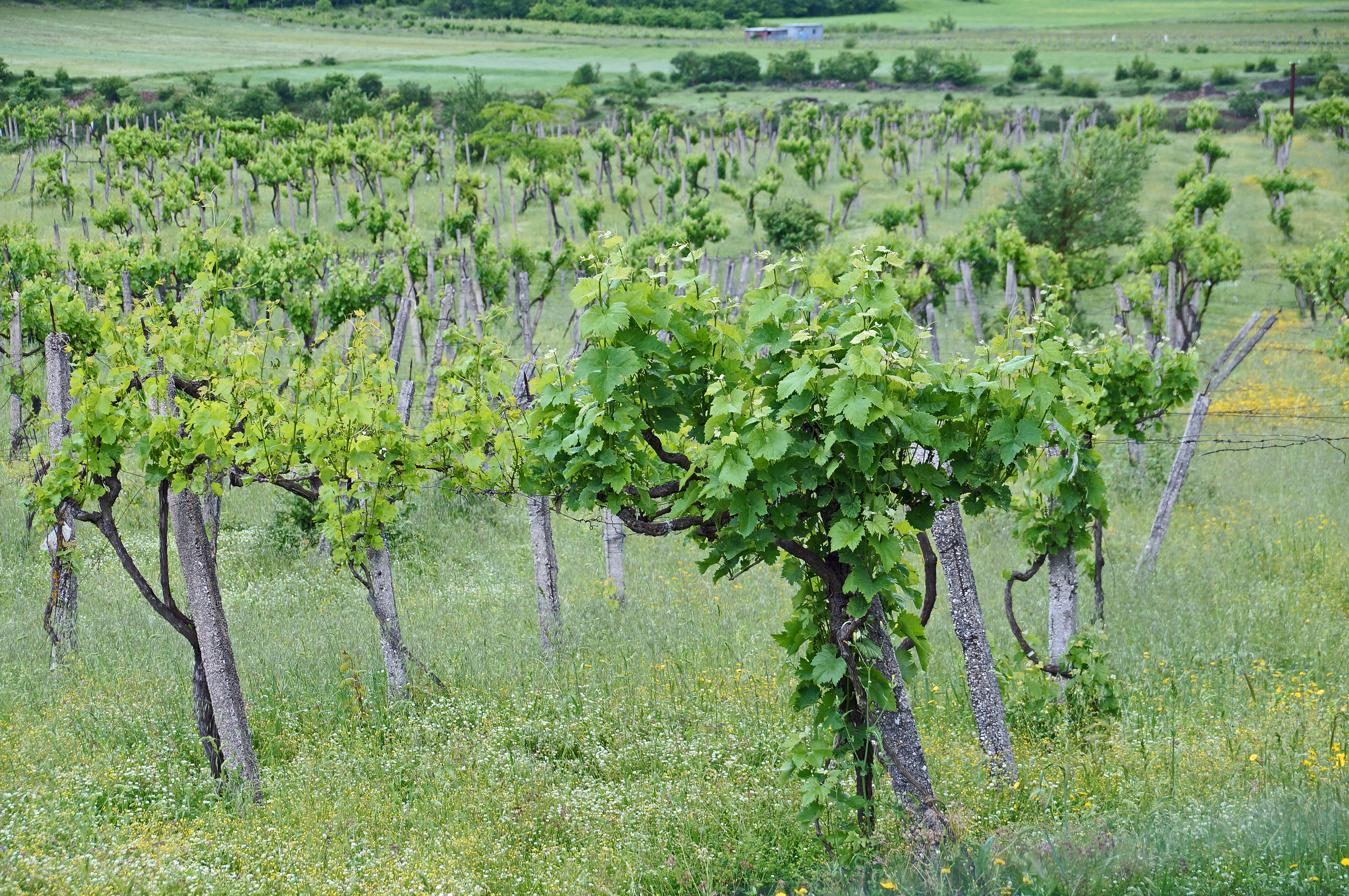
Junger Weinberg bei Përmet, Südalbanien

Viele dieser Anbauflächen überstanden den Übergang zur Marktwirtschaft nicht unbeschädigt: Die Anbaufläche betrug zuvor ein Vielfaches der heutigen. Viele Weinberge wurden zerstört oder verlassen. Erst allmählich begannen Ende der 1990er Jahre einzelne Bauern wieder mit dem professionellen Weinanbau, so dass heute im Inland wieder einheimische Weine erhältlich sind. Um den hohen Bedarf an Rebstöcken decken zu können, wurden aber vor allem aus dem nahen Ausland importierte Sorten angebaut. Im Krisenjahr 1997 wurde laut offiziellen Angaben nur noch auf 4300 Hektar Wein produziert.
Die große staatliche Weinproduktionsgesellschaft in Durrës wurde erst im Jahr 2001 privatisiert.

## Anbaugebiete und Traubensorten

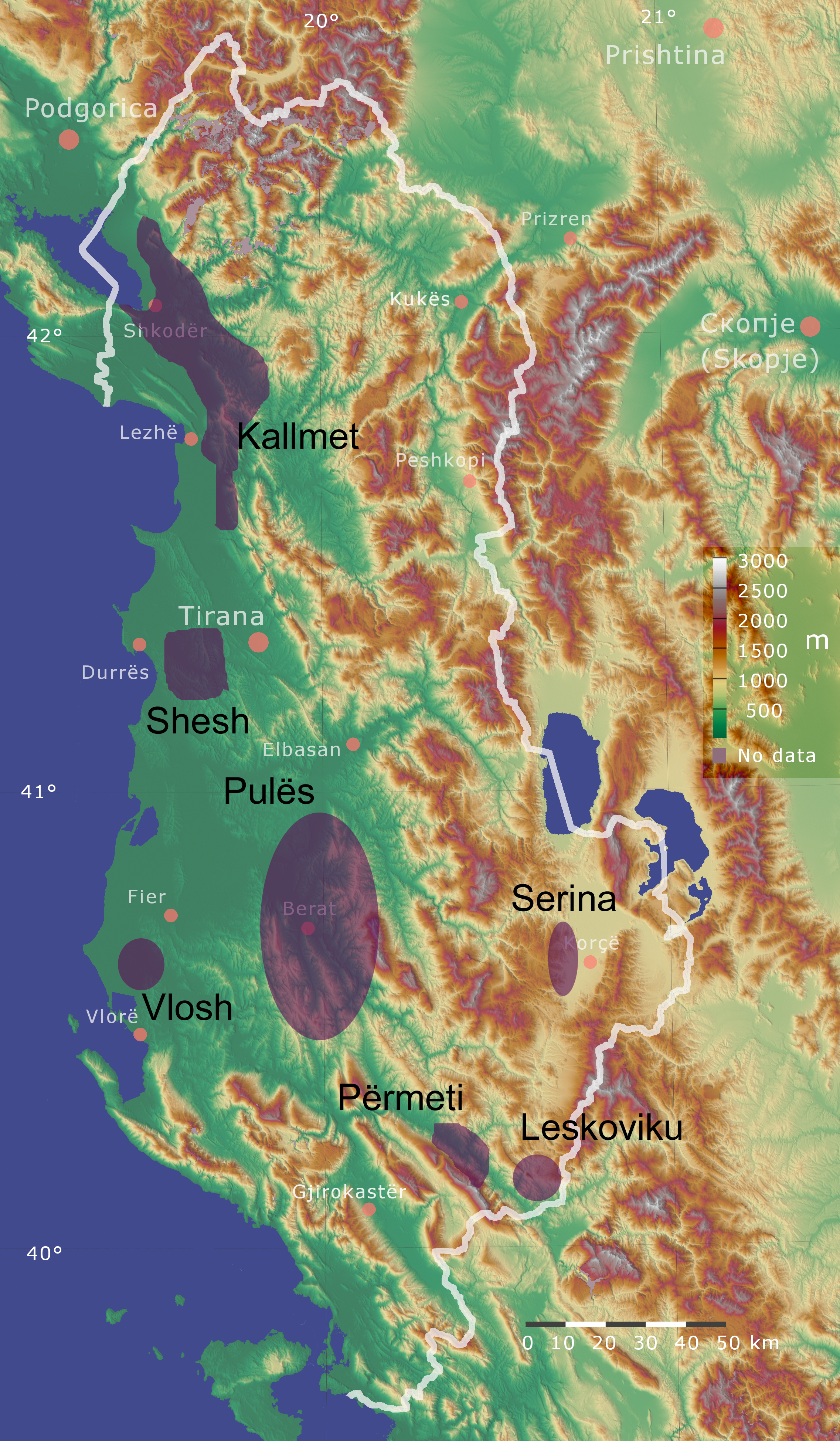
Übersichtskarte der Herkunft der wichtigsten Arten

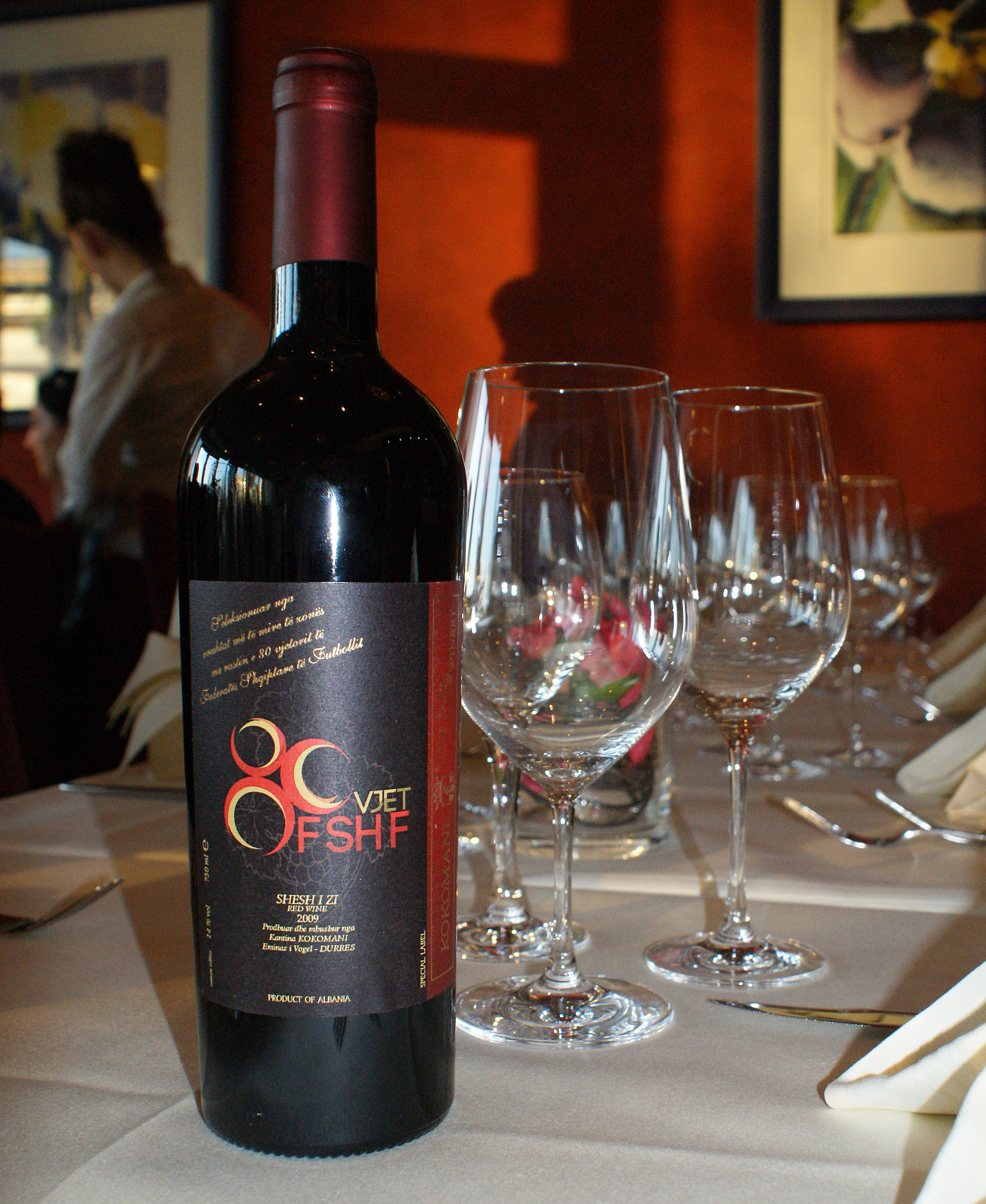
Flasche Sheshi i zi der Kellerei Kokomani in Eminas, einem Nachbardorf von Shesh, mit einer Jubiläumsabfüllung zum 80. Jahrestag des Albanischen Fußballverbands

Reben werden praktisch im ganzen Land kultiviert. Es werden vier Vegetationszonen unterschieden: Die Küstenebene von Nord bis Süd, die Hügelzone mit Höhen bis zu 600 Meter – dazu gehören beispielsweise die Mirdita im Norden, Elbasan und Librazhd in Mittelalbanien sowie Gramsh und Përmet im Süden – sowie die Vorgebirgszonen bis 800 Meter wie Pogradec, Korça, Dibra und Leskovik. Vereinzelt sind Reben auch in höheren Regionen bis 1000 oder sogar 1300 Meter zu finden.
Zu den wichtigsten Weinherstellungsgebieten gehören diverse traditionelle, mehrheitlich katholische Regionen rund um Shkodra (zum Beispiel das Dorf Kallmet), die Hügel rund um die Hauptstadt Tirana (zum Beispiel das Dorf Lundër), vor allem auch die Region von Berat sowie die Regionen Durrës, Korça und Lushnja. In küstennahen Gebieten wurde Wein oft in der Ebene angebaut, im Süden zum Teil auch auf künstlich angelegten Terrassen.
Da die sozio-ökonomischen Faktoren Albaniens keine gradlinige Entwicklung des Weinanbaus zuließen, haben sich im Land alte Rebsorten (Autochthone Arten) erhalten können, die in kleinen, lokalen Varietäten überleben. Lokale Traubensorten sind insbesondere die Weißweine Pulës, Debin e bardhë und Shesh i bardhë sowie die Rotweine Debin e zezë, Kallmet, Serina, Shesh i zi und Vlosh. Zu den weniger verbreiteten, zum Teil auch gefährdeten Arten zählen Bishtdhelpra, Gomaresha, Mereshnik, Kryqëz, Maltëz und Tajka.
Die weiße und die rote Shesh-Traube, ursprünglich aus dem Dorf mit dem gleichen Namen im Hügelland westlich von Tirana, machen zusammen die verbreitetste Sorte aus mit bis zu 35 %. Zur Türkenzeit wurde der Weinbau gerade in dieser Region unterdrückt. Während der kommunistischen Herrschaft wurde der rote Shesh – auch bekannt als Galeçik – im ganzen Land angebaut bis auf Höhen von 800 Meter. Die Traube kommt gut mit Trockenheit zurecht und verspricht gute Ernte. Er wurde in der Mirdita auf mergel-kalkhaltigen Böden und in der Küste Mittelalbaniens auf lehmig-sandigen oder sandigen Böden angebaut. In Westeuropa wurde die weiße Traube zum Teil als Riesling verkauft.
Die Kallmet-Traube, vermutlich als Ursprungsvariante des Kadarka aus der Region des Shkodrasees stammend, ist eng verbunden mit dem gleichnamigen Dorf in der Zadrima-Ebene südlich von Shkodra. Die Traube ist in allen Küstenhügelregionen Nordalbaniens heimisch, wird aber auch in Mittel- und Südalbanien angepflanzt. In Albanien werden auch neue Varietäten gezüchtet. Sie bevorzugt kieselsäurige und kalkigen Kiesböden. Zur kommunistischen Zeit wurde der Wein zum Teil als Merlot in die DDR und nach Polen exportiert.
Die Pulës-Traube stammte aus Mittel- und Südalbanien, wurde vorwiegend in Gärten angebaut und zu Raki verwertet. Die heute sehr bescheidene Produktion geht Berichten zufolge auf einen einzigen Rebstock zurück, der erhalten geblieben war.
Der Wein Vlosh ist eine Spezialität aus dem Dorf Narta nördlich von Vlora, die Debina-Traube eine aus den südöstlichen Landesteilen. Die Serina-Traube kommt aus der Hügelzone am Westrand der Korça-Ebene. Daneben gibt es noch weitere lokale Spezialitäten wie Verë Leskoviku oder Verë Përmeti, die jeweils nach ihrer Herkunftsregion benannt sind.
Der Norden von Mat rund um den Ulza-See ist die Heimat der an Maulbeerbäumen wachsenden Ceruja-Traube, die nur in ganz geringen Mengen alle paar Jahre geerntet werden kann.

## Aktuelle Situation und wirtschaftliche Faktoren
Heute bauen 13 % der albanischen Bauernbetriebe (20.000 Betriebe) auf einem Teil der bewirtschafteten Fläche Wein an. Die Anbauflächen betragen aber oft nur wenige hundert Quadratmeter, nur selten mehr als 3000. Überall im Land finden sich Rebstöcke in fast jedem Garten, sogar in städtischen Regionen. In manchen Regionen gibt es noch immer keine Weinberge, sondern nur Pergolen, die sich auf Obstbäume ranken und einfacher im Unterhalt sind. Häufig sind für den Eigenkonsum produzierte Hausweine und Traubensäfte, aber wichtiger ist den Albanern der Raki rrushi genannte hochprozentige Tresterbrand, für den geschätzte 50 % der Traubenproduktion verwendet wird. Raki hat in der albanischen Gesellschaft bei Festen und Empfang von Gästen eine wichtige Bedeutung und wird oft mit Trinksprüchen und Glückwünschen kombiniert. Selten werden auch als Konjak Skënderbeu bezeichneter Weinbrand, der gegorene Traubensirup Pekmez, Rosinen und Essig hergestellt. Für die Weinproduktion werden 20 % der geernteten Trauben verwendet. 

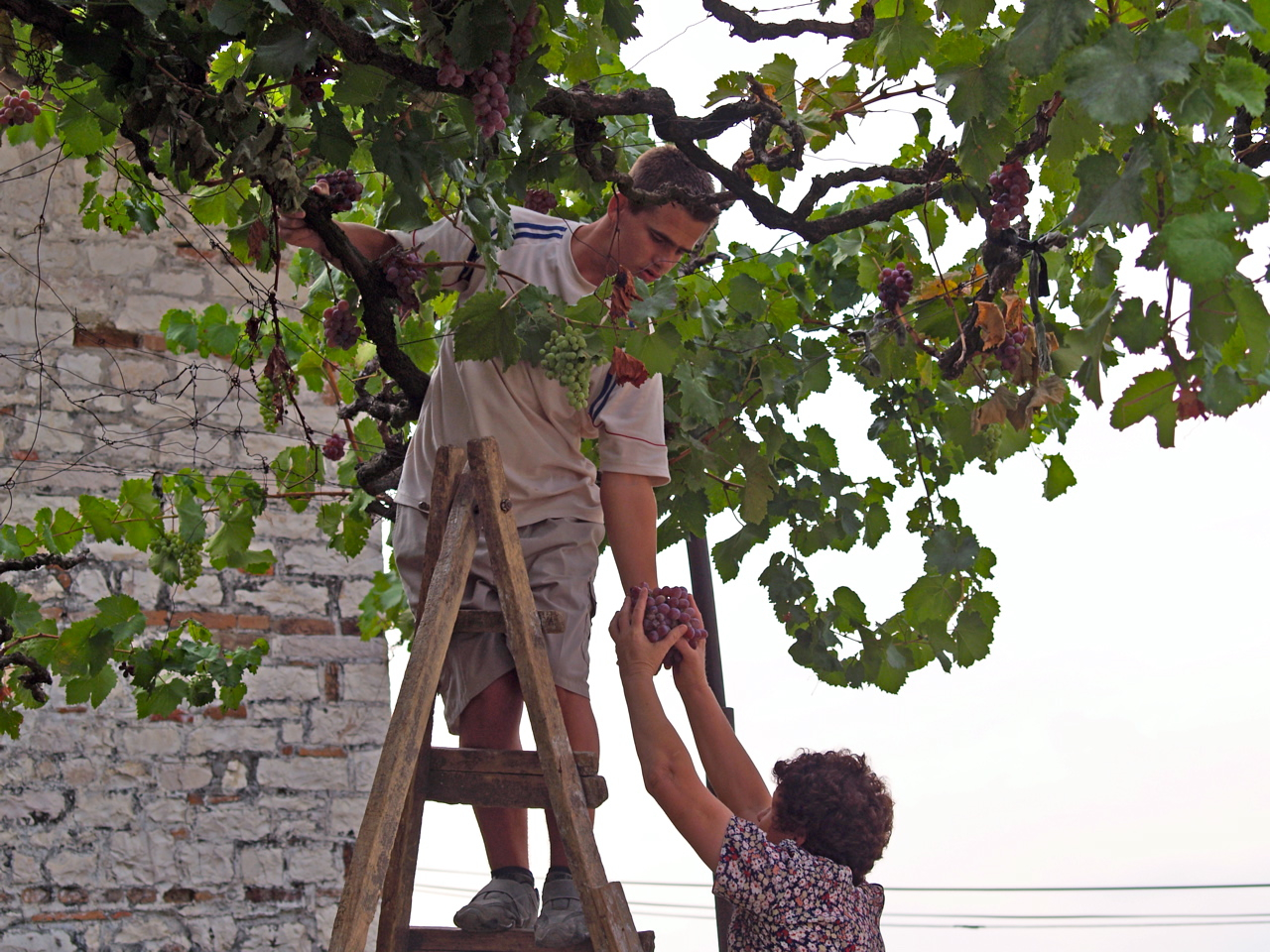
Arbeiten in einer Weinlaube in der Altstadt von Berat

Exportiert wird der albanische Wein kaum. Bis ins Jahr 2006 war die Exportmenge auf 49 Hektoliter (im Wert von 2 Millionen Lek) angestiegen, während gleichzeitig 20.282 Hektoliter (im Wert von 343 Millionen Lek) importiert wurden. 2013 war die Exportmenge auf 95 Hektoliter (im Wert von 8 Millionen Lek) angestiegen, während der Import nur wenig verändert bei 22.408 Hektoliter (im Wert von 766 Millionen Lek) lag.

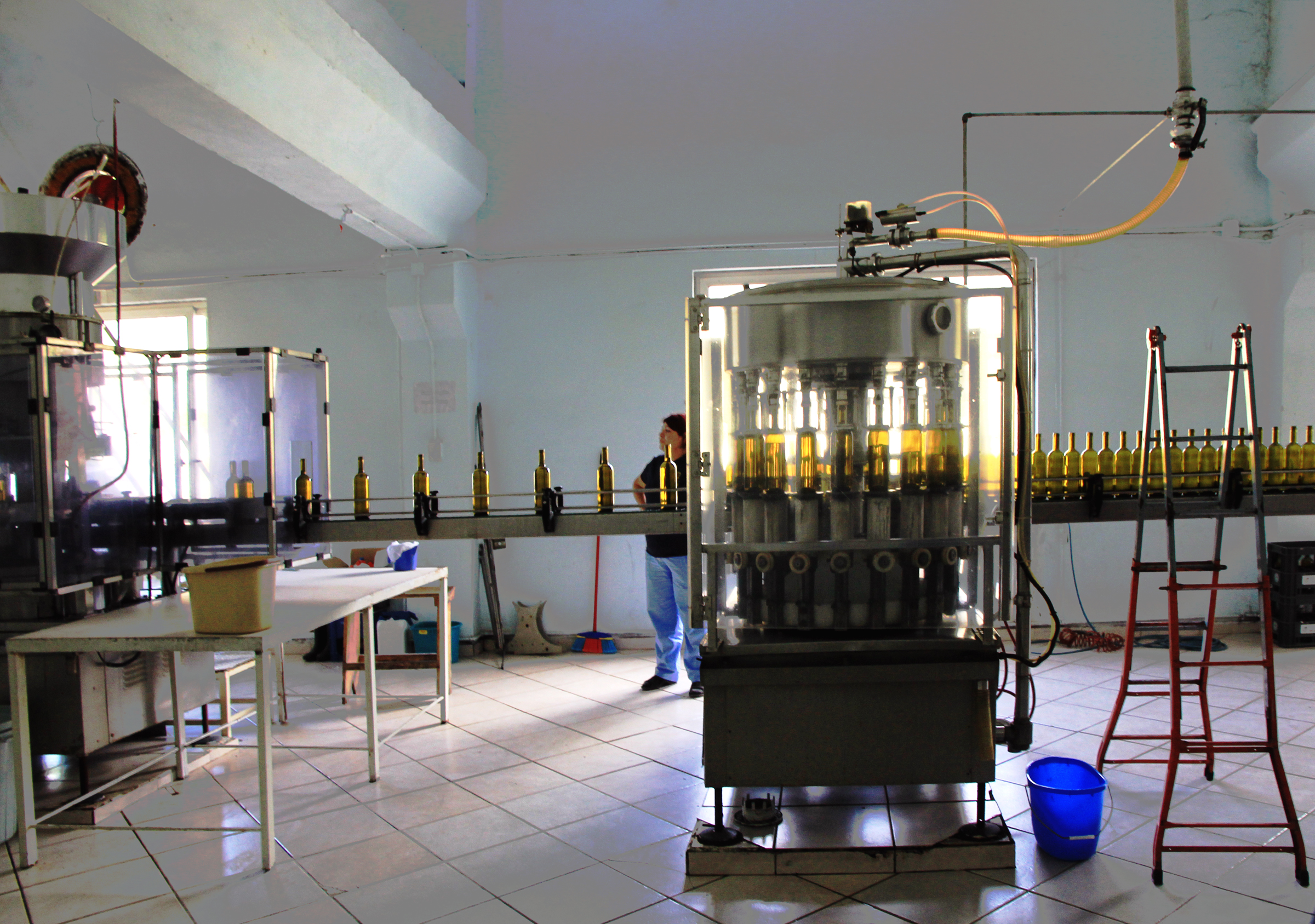
Weinabfüllung in der Kantina Skënderbeu bei Durrës (2018)

Der inländische Weinkonsum ist mit drei Liter pro Jahr und Kopf nicht besonders hoch.
Es fehlt in Albanien an ausgebildeten Spezialisten. Die Produktionstechniken vieler Weinbauern, die über kein Fachwissen verfügten, und die staatliche Kontrolle werden von Beobachtern als unangemessen und unakzeptabel beurteilt. So kommt es oft vor, dass der Inhalt nicht dem Etikett entspricht.
Einen Anbaustopp wie viele traditionelle Weinbauländer in Europa kennt Albanien nicht. Der Staat und ausländische Entwicklungsorganisationen fördern die Ausdehnung des Weinbaus. Die Auswahl von Boden und Trauben entbehrt aber oft jeglicher wissenschaftlicher Kriterien. Andererseits fehlt es an Sprösslingen einheimischer autochthoner Arten.